# جيمس ألان (سياسي)
جيمس ألان هو سياسي كندي، ولد في 13 نوفمبر 1894 في هالديماند في كندا، وتوفي في 9 مايو 1992 في كندا. حزبياً، نشط في حزب أونتاريو المحافظ التقدمي. وقد انتخب عضو برلمان مقاطعة أونتاريو.